# Maïmouna Kane
Pour les articles homonymes, voir Kane.
Maïmouna Kane, née le 13 mars 1937 à Dakar (Sénégal) et morte le 1er mars 2019 à Neuilly-sur-Seine (France), est une juriste et femme politique sénégalaise. 

## Biographie
Ancien auditeur à la Cour suprême, ancien substitut du procureur de Dakar, ancien conseiller à la Cour d'Appel de Dakar, elle entre le 15 mars 1978 dans le gouvernement socialiste d'Abdou Diouf, en même temps qu'une autre pionnière, Caroline Faye Diop. Maïmouna Kane est nommée Secrétaire d’État auprès du Premier ministre chargée de la Condition féminine, de la Condition humaine et de la Promotion humaine, un portefeuille dont l'intitulé connaît plusieurs changements par la suite. Elle est promue ministre du Développement social dans le Gouvernement Niasse I formé le 5 avril 1983.
Née Ndongo, elle a épousé l'homme d'affaires Yaya Kane avec qui elle a cinq enfants. À la mort de celui-ci, elle se remarie avec l'économiste Mamoudou Touré, ministre des Finances de mai 1983 à avril 1988.

## Sélection de publications
- (en) « The Status of Married Women Under Customary Law in Senegal », in American Journal of Comparative law, 20 (4), 1972, p. 716-723
- « Condition de la femme sénégalaise », in Revue juridique et politique, no 28, octobre-décembre 1974
- « La protection de la femme et le maintien de la famille sénégalaise », in Revue sénégalaise de droit, no 16, 1974, p. 33.